# Business Insider
Business Insider, conegut de 2021 a 2023 com INSIDER, és un lloc web multinacional de notícies financeres i empresarials amb seu a la ciutat de Nova York fundat el 2007. Des del 2015, una participació majoritària en l'empresa matriu de Business Insider, Insider Inc., ha estat propietat de l'editorial internacional Axel Springer. Opera diverses edicions internacionals, inclosa una al Regne Unit. Opera en 14 edicions nacionals i una edició internacional. Es publiquen diverses edicions nacionals en llengües locals.

## Història
Business Insider va ser fundat l'any 2007 per Kevin P. Ryan, antic director de DoubleClick, Dwight Merriman i Henry Blodget. A més de proporcionar i analitzar notícies sobre empreses, també funciona com agregador de notícies sobre diferents temàtiques.
En el darrer quart de 2010 va obtenir beneficis per primera vegada. El juny de 2012 va tenir 5,4 milions de visites úniques. El 2015 Axel Springer ES va comprar el 88% de l'empresa per 306 milions d'euros.

### Tech Insider
El 2015, Business Insider llança la publicació dedicada a la tecnologia: Tech Insider, amb una plantilla de 40 persones des de la seu de l'empresa a Nova York. Publicat inicialment com un mitjà independent, es va acabar unint a la web de Business Insider.